# Dolichopus slossonae
Dolichopus slossonae är en tvåvingeart som beskrevs av Van Duzee 1921. Dolichopus slossonae ingår i släktet Dolichopus och familjen styltflugor. Inga underarter finns listade i Catalogue of Life.